# Буши, Нихад
Нихад Аль Буши (8 марта 1973, Сирия) — сирийский футболист, полузащитник. Игрок сборной Сирии, участвовал в отборочных матчах чемпионата мира 1998 года. Выступал в российском чемпионате за клуб «Крылья Советов».

## Клубная карьера
Зимой 1996 года самарские «Крылья Советов» во время сборов в Сирии провели встречу с местной национальной командой.
Через некоторое время тренер «Крыльев» Аверьянов пригласил игроков сирийской сборной Нихата Буши и Анаса Махлюфа в свою команду. По данным «Спорт-Экспресса», до этого перехода играл во Втором дивизионе Греции.
В российском чемпионате дебютировал 17 августа 1996, заменив на 61 минуте Александра Орешникова. За два сезона в самарском клубе сыграл в 13 матчах чемпионата и трех встречах Кубка России.
Позже играл за «Аль-Иттихад» Алеппо.

## Карьера в сборной
В 1995 году участвовал в Чемпионате мира по футболу среди молодёжных команд, провел за сборную три матча и забил один гол в ворота сборной Катара.
В 1996 году сыграл два матча на Кубке Азии по футболу против Китая и Японии.
В отборочном раунде Чемпионат мира по футболу 1998 года сыграл 5 матчей, в которых забил 4 гола.